# SummerSlam (2000)
SummerSlam 2000 fue la decimotercera edición de SummerSlam, un evento pago por visión de lucha libre profesional producido por la World Wrestling Federation (WWF). Tuvo lugar el 27 de agosto de 2000 desde el RBC Center en Raleigh, Carolina del Norte.

## Resultados
- Right to Censor (Steven Richards, Bull Buchanan y The Goodfather) derrotó a Too Cool (Scotty 2 Hotty, Grand Master Sexay y Rikishi) (w/Victoria y Mandy) (5:12)
  - Richards cubrió a Scotty después de una "Steven Kick".
- X-Pac derrotó a Road Dogg (4:42)
  - X-Pac cubrió a Road Dogg después de un X-Factor.
  - Después de la lucha Dogg le aplicó a X-Pac un Pumphandle drop.
- Chyna y Eddie Guerrero derrotaron a Val Venis (c) y Trish Stratus en un Mixed Tag Team Match (7:13)
  - Chyna cubrió a Trish después de un "Gorilla Press Slam" ganando el Campeonato Intercontinental de la WWF.
  - El campeonato de Venis estaba en juego durante la lucha, cualquiera que lograra el conteo de 3 o la rendición, ganaría el campeonato.
- Jerry Lawler derrotó a Tazz (4:24)
  - Lawler cubrió a Tazz después de que Jim Ross lo golpeara.
- Steve Blackman derrotó a Shane McMahon ganando el Campeonato Hardcore de la WWF (10:08)
  - Blackman cubrió a Shane McMahon después de un "Diving Elbow Drop" desde lo alto del TitanTron.
  - Durante la lucha, Test y Albert interfirieron ayudando a Shane.
- Chris Benoit derrotó a Chris Jericho en un Two out of Three Falls Match (13:02)
  - Benoit forzó a Jericho a rendirse con la "Crippler Crossface". (3:15)
  - Jericho forzó a Benoit a rendirse con las "Walls of Jericho". (8:24)
  - Benoit cubrió a Jericho usando las cuerdas como apoyo. (13:02)
- Edge y Christian derrotaron a The Hardy Boyz (Matt y Jeff) (w/Lita) y a The Dudley Boyz (Bubba Ray y D-Von) en una Tables, Ladders and Chairs Match reteniendo el Campeonato en Parejas de la WWF (18:51)
  - Edge y Christian ganaron al descolgar los campeonatos.
  - Durante la lucha, Lita ayudó a The Hardyz.
  - Esta fue la primera lucha de tables , laders and chairs de la historia.
- The Kat (w/Al Snow) derrotó a Terri (w/Perry Saturn) en un Stinkface match (3:06)
  - Kat ganó al aplicarle a Terri un stinkface.
  - Durante la lucha, Saturno intervino a favor de Terri mientras Snow lo hizo a favor de Kat.
- The Undertaker y Kane terminaron sin resultado (6:28)
  - La lucha terminó cuando Undertaker retiró la máscara de Kane, y éste salió corriendo, cubriendo su rostro.
- The Rock derrotó a Kurt Angle y Triple H en un Triple Threat Match reteniendo el Campeonato de la WWF (20:09)
  - Rock cubrió a Triple H después de un "People's Elbow".
  - Durante la lucha, Triple H atacó a Stephanie McMahon cuando este iba a atacar a Angle, pero Angle se agacha y provoca que Triple H atacara a Stephanie.
  - Antes de que The Rock hiciera su entrada, Triple H atacó a Angle luego de que este último lo provocara diciendo que no se arrepiente de haber besado a Stephanie.

## Otros roles
| Comentaristas - Jim Ross - Jerry "The King" Lawler Árbitros - Earl Hebner - Tim White - Mike Chioda - Jim Korderas - Jack Doan - Theodore Long - Chad Patton Entrevistadores - Michael Cole - Lilian García | Comentaristas en español - Carlos Cabrera - Hugo Savinovich Otros - The Acolytes - Howard Finkel - Anunciador - Mick Foley - Comisionado |